# Kathryn Moses
Kathryn Bethene Moses (* 23. September 1943 in Wynnewood (Oklahoma) als Kathryn Taylor; † 17. Mai 2021 ebenda) war eine amerikanische Jazzmusikerin (Flöte, auch Sopran- und Tenorsaxophon, Gesang, Komposition).

## Leben und Wirken
Moses hatte eine klassische Ausbildung und war bereits mit 20 Jahren Mitglied im Oklahoma Symphony Orchestra. 1967 zog sie mit ihrem Ehemann, dem Trompeter Ted Moses, nach Toronto. Sie begann nun, Jazz und Folkmusik zu spielen und begleitete in den nächsten Jahren Tom Rush, Bruce Cockburn und Chuck Mangione auf ihren Produktionen. Bekannt wurde sie in dem von ihrem Mann geleiteten Ted Moses Quintet. 1975 gründete sie ihr eigenes erfolgreiches Quartett und Quintett, mit dem sie ein gleichnamiges Jazzalbum aufnahm. Ihr Kathryn Moses Quartet (mit Rob Piltch an der Gitarre, David Piltch am Bass und Claude Ranger am Schlagzeug) trat im Rahmen der Reihe Sound of Toronto Jazz 1978 im Ontario Science Centre auf. 1979 folgte das Album Music in My Heart.
Moses trat weiterhin mit dem National Ballet of Canada als auch mit dem Winnipeg Symphony Orchestra auf. Sie komponierte seit den 1990er Jahren für den Film und spielte auf zahlreichen Filmmusiken. Weiterhin ist Moses als Solistin auf Alben des Ted Moses Quintet, des Rick Wilkins Orchestra, von Hagood Hardy, Phil Nimmons, Fred Stone, Murray McLaughlin, Tom Paxton, Chad Mitchell, Al Simmons, Raffi, Nancy White, Grit Laskin und Guido Luciani zu hören.

## Preise und Auszeichnungen
Moses war 1976 Gewinnerin des allerersten Canada Council Award für die "Beste Jazzaufnahme des Jahres". 1992 brachte ihr ihre Komposition für den Spielfilm Forbidden Love die Auszeichnung mit dem Genie Award und eine Anerkennung als Filmkomponistin ein.